# Bibasis amara
Bibasis amara là một loài bướm ngày thuộc họ Bướm nhảy được tìm thấy ở Northeast Ấn Độ và Đông Nam Á.

## Hình ảnh

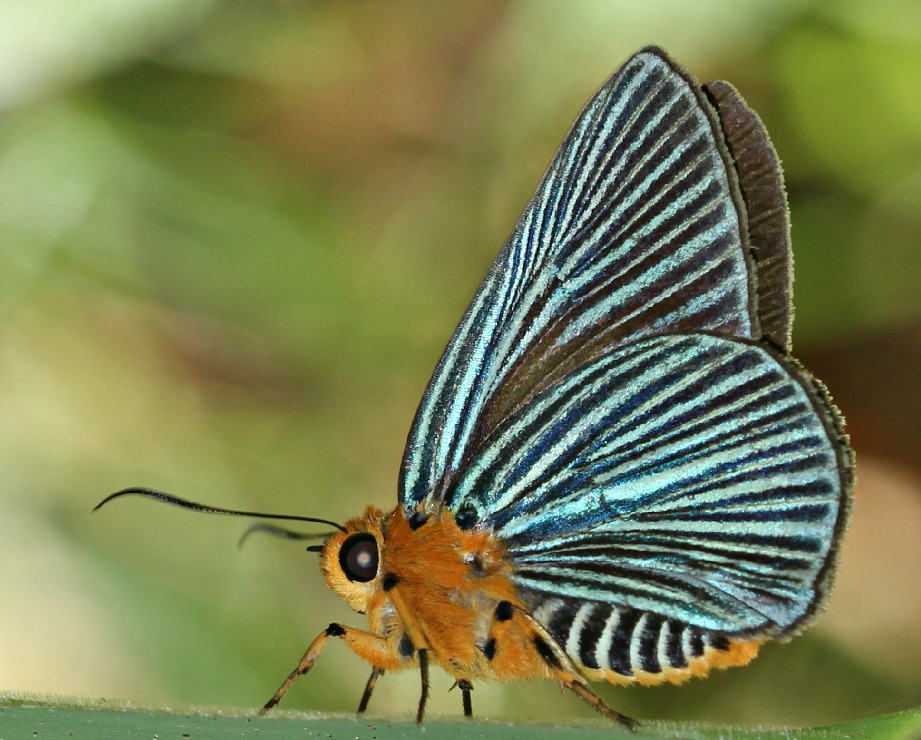